# مارك براون (لاعب كريكت)
مارك براون (3 سبتمبر 1958 - ) (بالإنجليزية: Mark Brown)‏ هو لاعب كريكت بريطاني.